# Staatstheater am Gärtnerplatz de Munich
Le Staatstheater am Gärtnerplatz de Munich (en langage courant Gärtnerplatztheater) est une institution nationale d'art lyrique située sur la Gärtnerplatz, dans le quartier d'Isarvorstadt à Munich. Dessiné par l'architecte Michael Reiffenstuel, il est inauguré le 5 novembre 1865. C'est l’un des trois théâtres d’État de Bavière et l’un des cinq principaux bâtiments de théâtre d’État, avec le Théâtre d’État de Bavière et l’Opéra d’État de Bavière.

## Actualités
Le directeur musical de 1999 à 2010 était David Stahl, le directeur de la compagnie de danse (TanzTheaterMünchen) est Hans Hennig Paar. Le bâtiment a été rénové et a rouvert en 2017.